# Vonå (Ringkøbing)
För andra betydelser, se Vonå.
Vonå är ett vattendrag i Danmark.   Det ligger i Ringkøbing-Skjerns kommun i Region Mittjylland, i den västra delen av landet, 270 km väster om Köpenhamn.
Vonå avvattnar Stadil Fjord och mynnar ut i Ringkøbing Fjord strax väster om staden Ringkøbing. Ungefär halvvägs så rinner Heager Å ut i Vonå.